# Bau-Bau
Bau-Bau (Baubau) – miasto w Indonezji na wyspie Buton nad morzem Flores w prowincji Celebes Południowo-Wschodni; powierzchnia 306 km²; 152 tys. mieszkańców (2015).
Główny port morski prowincji (wywóz ryb, kopry, kawy, tytoniu, cukru). 
W mieście są używane języki wolio i cia-cia.
19 lutego 2005 nawiedzone przez trzęsienie ziemi o sile 6,9 w skali Richtera.